# Esturión (banda)
Esturión es un grupo de rock madrileño ganador del X festival rock Villa de Madrid en el año 1987. Con 4 discos entre los años 1989 y el 1995: “Vicio”, “No les dejes” y “Satisfacción”, todos ellos producidos por Alfredo Piedrahíta de Barricada, y “Voy a por ti”.

## Historia
Esturión fue creado en 1987 en Vallecas (Madrid) por José Antonio Cano "Txikitín" (voz y guitarra), Jesús Redondo "Chato" (guitarra y voz), Javier Osa "Patata" (bajo y voz) y Antonio Tena (batería).
Rápidamente se hicieron conocidos en el barrio y poco a poco fuera de él, por lo que serían incluidos en el disco recopilatorio "Vallecas por la cara".
En 1987, deciden participar en el concurso de rock "Villa de Madrid", resultando ganadores, lo que les permitiría grabar un álbum junto a los finalistas Yin Yang y Luzbel, así como firmar por la discográfica Dual Discos.
En 1988, promovido por el Ayuntamiento de Madrid y editado por Daga Records, se publica el recopilatorio "Hecho en Vallecas" en el que incluirán el tema "Antibélico".
No es hasta 1989 que graban su primer disco propio, que llevaría por título 00Vicio y del que destacarían temas como "Chicas de mala fe", "Qué echaste en el vaso" o "El valle del kas". La producción de dicho disco corrió a cargo de Alfredo Piedrafita "Alf" (guitarrista del grupo Barricada) y Ángel Aguado. Por esa época comparten cartel en directo con grupos como Ángeles del Infierno, Barricada, Barón Rojo o Status Quo.
En 1990 vuelven a los estudios para grabar el álbum "No les dejes", con un estilo de Rock de corte "callejero", aunque con una cuidada producción, a cargo de nuevo de Alfredo Piedrafita. El grupo alcanza un notable éxito con este álbum, por lo que llegan a ser cabeza de cartel en numerosos festivales.
En 1991 graban su tercer disco, Satisfacción, en el que destacan temas como "Bonito revés", "Satisfacción" o "No esperes más". Nuevamente la producción será de Alfredo Piedrafita.
Cuatro años después, en 1995, el batería Antonio Tena abandona el grupo, sustituyéndolo Antonio "Pax" Álvarez, con quien grabarán su último disco, "Voy por tí".
Poco a poco la banda va teniendo una menor actividad, lo que unido a la escasa eficacia de las discográficas en España hace que su trabajo pasase bastante desapercibido. 
Un nuevo cambio a la batería deja a Alfonso H. Trancón como miembro definitivo.
Tras un tiempo en el olvido, en 2008 Hispania Metal publica un disco recopilatorio, "Pasado, presente y futuro (1987-2008)" que les trae de nuevo al panorama musical español.
En la actualidad, los miembros de Esturión permanecen en activo, llegando a ofrecer un concierto en 2012 en el mítico Hebe de Vallecas o, ya en 2013, como parte del festival "Leyendas del Rock" en Villena (Alicante), compartiendo escenario con bandas como Obús, Viga o Saratoga.

## Discografía
- Vicio (1989)
- No les dejes (1990)
- Satisfacción (1991)
- Voy por tí (1995)
- Pasado, presente y futuro (2008)